# Sandhikharka
Sandhikharka (Nepali सन्धिखर्क Sandhikharka) ist eine Stadt (Munizipalität) in Zentral-Nepal im Distrikt Arghakhanchi; 2011 hatte sie 22.098 Einwohner.
Die Stadt entstand 2014 durch Zusammenlegung der Village Development Committees Argha, Bangla, Dibharna, Khanchikot, Kimadanda, Narapani und Sandhikharka.
Das Stadtgebiet umfasst 127,05 km².
In Sandhikharka befindet sich die Distriktverwaltung.

## Einwohner
Bei der Volkszählung 2011 hatten die VDCs, aus welchen die Stadt Sandhikharka entstand, 40.422 Einwohner (davon 17.985 männlich) in 10.424 Haushalten.